# De nacht (Astrid Nijgh)
De nacht is een single van Astrid Nijgh. Het is afkomstig van haar album Mensen zijn je beste vrienden. De nacht was de derde single van Astrid en haar tweede succes. Het succes van voorganger Ik doe wat ik doe kon niet geëvenaard worden, in België bleef dat haar enige succesvolle single.

## Hitnotering

### Nederlandse Top 40
| Hitnotering: week 16 t/m 20 in 1974 | Hitnotering: week 16 t/m 20 in 1974 | Hitnotering: week 16 t/m 20 in 1974 | Hitnotering: week 16 t/m 20 in 1974 | Hitnotering: week 16 t/m 20 in 1974 | Hitnotering: week 16 t/m 20 in 1974 | Hitnotering: week 16 t/m 20 in 1974 |
| Week:                               | 1                                   | 2                                   | 3                                   | 4                                   | 5                                   |                                     |
| ----------------------------------- | ----------------------------------- | ----------------------------------- | ----------------------------------- | ----------------------------------- | ----------------------------------- | ----------------------------------- |
| Positie:                            | 33                                  | 23                                  | 19                                  | 19                                  | 29                                  | uit                                 |

### NederlandseDaverende 30
| Hitnotering: 27-4-1974 t/m 24-5-1974 | Hitnotering: 27-4-1974 t/m 24-5-1974 | Hitnotering: 27-4-1974 t/m 24-5-1974 | Hitnotering: 27-4-1974 t/m 24-5-1974 | Hitnotering: 27-4-1974 t/m 24-5-1974 | Hitnotering: 27-4-1974 t/m 24-5-1974 |
| Week:                                | 1                                    | 2                                    | 3                                    | 4                                    |                                      |
| ------------------------------------ | ------------------------------------ | ------------------------------------ | ------------------------------------ | ------------------------------------ | ------------------------------------ |
| Positie:                             | 22                                   | 26                                   | 24                                   | 29                                   | uit                                  |